# Arrhenius (krater)
För andra betydelser, se Arrhenius.
Arrhenius är en nedslagskrater på planeten Mars, med en diameter på ungefär 122 km.
1973 namngavs den efter den svenske nobelpristagaren Svante Arrhenius.